# Jean-François Bélanger
Pour les articles homonymes, voir Bélanger.
 (décembre 2017).
Si vous disposez d'ouvrages ou d'articles de référence ou si vous connaissez des sites web de qualité traitant du thème abordé ici, merci de compléter l'article en donnant les références utiles à sa vérifiabilité et en les liant à la section « Notes et références ».
Jean-François Bélanger, né en 1968 à Québec, est un reporter international pour les réseaux télévisés français et anglais de la Société Radio-Canada.

## Biographie
Jean-François Bélanger est titulaire d'un baccalauréat en information-communications de l'Université de Moncton, au Nouveau-Brunswick et d'une maîtrise en journalisme à l'Université Paris IV de la Sorbonne.
En 1989, il fait ses débuts à la télévision de Radio-Canada à Moncton, puis poursuit sa carrière en France, notamment aux chaînes de télévision publiques France 2 et France 3, jusqu'en 1996.
Pigiste pour l'émission Le Point à la télévision de Radio-Canada de 1993 à 1996, il réalise plusieurs grands reportages en Europe et dans les Balkans, dont une enquête sur le massacre de Srebrenica, en Bosnie-Herzégovine.
Correspondant à Paris pour Le Téléjournal et Le Point en 1996-1997, ses couvertures le mènent en Irlande du Nord, en Israël et dans les territoires occupés, en Algérie, en Allemagne, au Royaume-Uni, en Belgique et aux Pays-Bas.
En 1997, il revient comme journaliste à Montréal, successivement aux émissions Le Point et Zone libre. Il effectue des reportages notamment en Irlande, au Kosovo, en Serbie, et au Yémen.
Il est nommé correspondant de Radio-Canada en Afrique en avril 2001, poste qu'il occupe jusqu'en 2007.
Du printemps 2007 à l'été 2010, Jean-François Bélanger est reporter international affecté au Téléjournal. Ses couvertures l'ont mené, entre autres, dans la Bande de Gaza, en Afghanistan, au Liban, au Japon, en Norvège, en Égypte, en Haïti et au Sri Lanka. 
De septembre 2010 à l'été 2014, il est correspondant de Radio-Canada et CBC à Moscou. Au cours de cette période, il couvre, entre autres, les manifestations contre Vladimir Poutine, la crise en Crimée et la guerre dans l'est de l'Ukraine ainsi que le soulèvement contre le général Kadhafi en Libye. 
En 2014, l'occasion des jeux olympiques de Sotchi, il traverse le pays à bord du train transsibérien pour montrer diverses facettes méconnues de la Russie. Une série appelée Transsibérien, voyage vers l'autre Russie.
De septembre 2014 à septembre 2019, Jean-François Bélanger est correspondant en Europe et chef du bureau de Paris, ce qui l'a mené à couvrir les attentats contre Charlie Hebdo, le Bataclan en 2015, et à Bruxelles et Berlin en 2016. Il a aussi couvert la grande vague de migration de 2015 en Europe sur la route des Balkans et sur la route de la Méditerranée.
Correspondant à Washington de 2019 à 2021, Jean-François Bélanger couvre la pandémie de Covid-19 aux États-Unis, la campagne électorale américaine et les enjeux liés à l'immigration.
De retour à Montréal en 2021, Jean-François Bélanger est reporter national, affecté au Téléjournal. Il retourne en Ukraine, couvrir la guerre. Il signe aussi une série de grands reportages au Kenya diffusés à l'automne 2022.

## Prix et distinctions
- Finaliste Prix Bayeux-Calvados des correspondants de guerre 2009 pour « Bombe à Kandahar », Le Téléjournal[4]
- Nomination Prix Gémeaux 2009 (Académie canadienne du cinéma et de la télévision) pour « Urgence à Kandahar », Une heure sur terre[5]
- Prix Judith Jasmin 2004 (Fédération professionnelle des journalistes du Québec (FPJQ)) pour « Le gavage des fillettes en Mauritanie », Le Point[6]
- Nomination Prix Gémeaux 2004 (Académie canadienne du cinéma et de la télévision) pour « Le gavage des fillettes en Mauritanie », Le Point
- Nomination Prix Gémeaux 2001 (Académie canadienne du cinéma et de la télévision) pour « David Reimer, femme malgré lui », Zone libre

## Sources
- « NOS CORRESPONDANTS À L'ÉTRANGER - Jean-François Bélanger, Société Radio-Canada », sur Radio-Canada (consulté le 23 juillet 2019)